# 1822 Waterman
1822 Waterman là một tiểu hành tinh được phát hiện tại ở Đài thiên văn Goethe Link gần Brooklyn, Indiana bởi Chương trình tiểu hành tinh Indiana. The name honors the memory thuộc Alan Tower Waterman (1892-1967), first director of the U.S. National Science Foundation.